# Blood Ties – Biss aufs Blut
Blood Ties – Biss aufs Blut ist eine kanadische Krimiserie mit Mystery- und Horror-Elementen. Es wurden vom März 2007 bis 2008 zwei Staffeln für den amerikanischen Kabelsender Lifetime produziert. Die Serie basiert auf der „Blood...“-Bücherreihe von Tanya Huff. Sie handelt von einer ehemaligen Polizistin und heutigen Privatdetektivin Vicki Nelson und ihrem Ex-Partner Mike Celluci. Zu Beginn der Serie lernt Nelson den 500 Jahre alten Vampir Henry kennen, der ihre Arbeit beeinflusst. Seither jagt das Detektiven-Team übernatürliche Wesen wie Geister.

## Handlung
Die ehemalige Polizistin Vicki Nelson verlor ihren Job, nachdem bei ihr Retinopathia pigmentosa, eine Krankheit die langsam zum Verlust der Sehkraft führt, diagnostiziert wird. Sie zieht sich darauf in das Privatdetektiv-Business zurück und jagt vorerst Betrüger oder Ehebrecher. Als sie dann auf Henry, einen Vampir stößt, verändert sich ihr Arbeitsschwerpunkt. Henry Fitzroy ist ein knapp 500 Jahre alter Vampir aus dem 16. Jahrhundert und trifft Vicky das erste Mal auf einer gemeinsamen Verbrecherjagd. Nachdem Vicki ihre Angst und Vorbehalte gegenüber Henry verloren hat, ermitteln sie nun im Team nach irdischen wie übernatürlichen Lebewesen. Weiter spielt ihr Ex-Partner Mike Celluci eine wichtige Rolle. Anfangs glaubt er nicht an übernatürliche Kräfte und Wesen. Er meint, dass Vicki mit ihrem Augenlicht auch ihren Verstand verloren habe. Das Team wird durch Vickis Assistentin Coreen komplettiert.

## Ausstrahlung
Die Serie wurde zuerst im März 2007 in Ländern wie Großbritannien, Spanien und Kanada ausgestrahlt. Die deutschsprachige Erstausstrahlung erfolgte am 6. März 2008 auf dem österreichischen Sender ATV. In Deutschland startete die Ausstrahlung am 26. Oktober 2008 auf dem Sender RTL II.
Die Serie lief im Januar 2009 erstmals in Deutschland in der Nacht von Sonntag auf Montag auf RTL II. Nach dem 25. Januar 2009 wurde aufgrund schlechter Quoten die Erstausstrahlung vom Spät- ins Nachtprogramm verlegt.

## Besetzung

### Hauptdarsteller

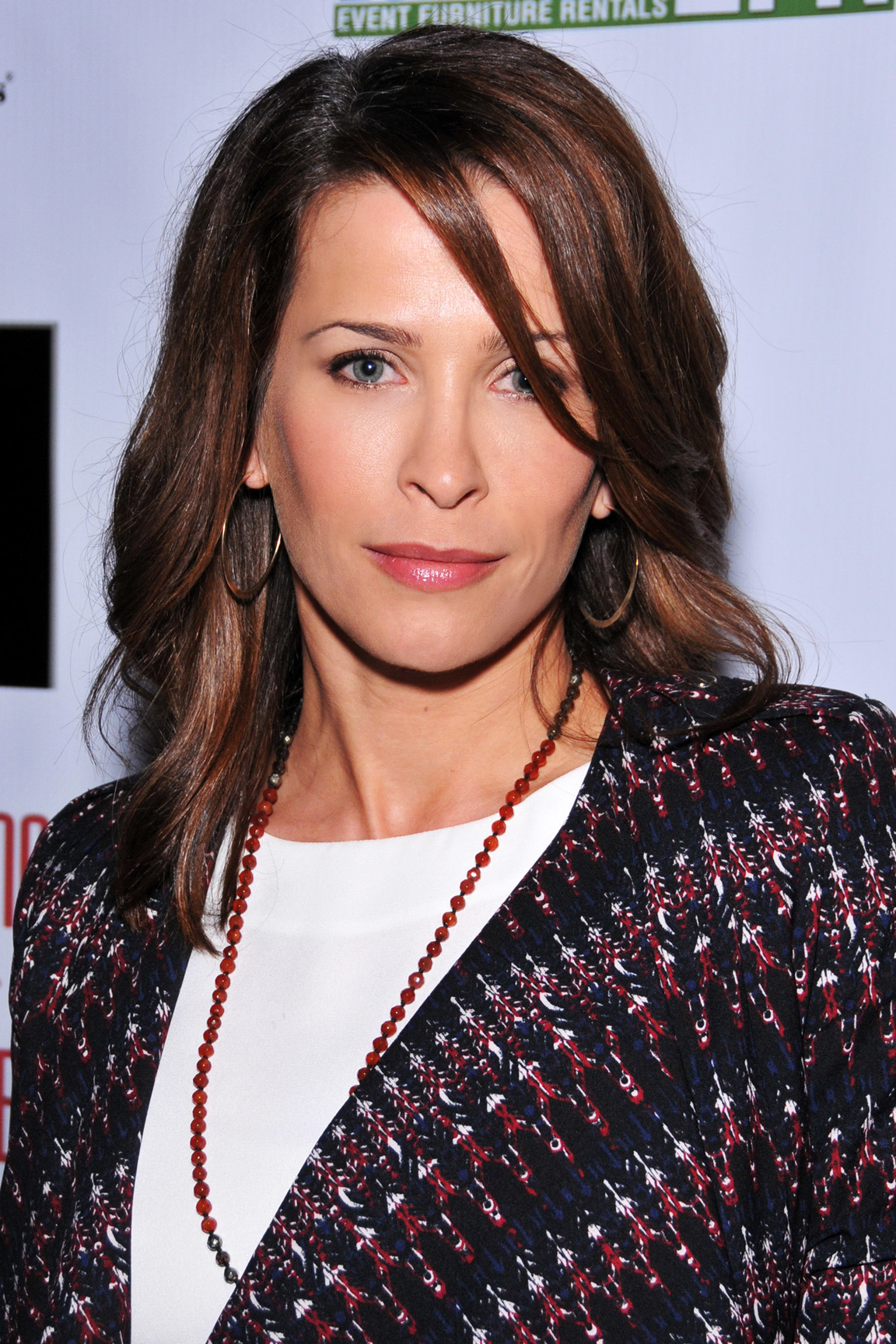
Christina Cox spielte Vicki Nelson
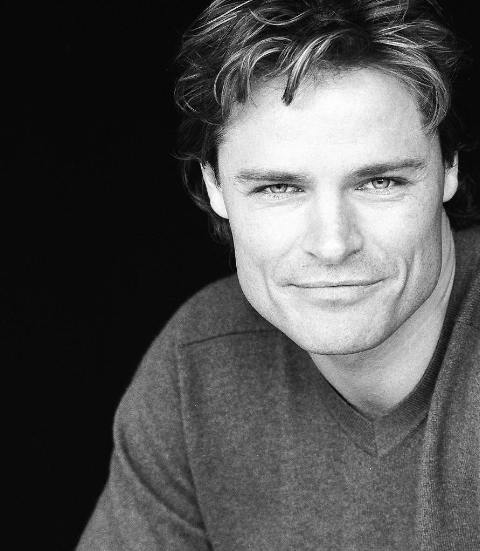
Dylan Neal spielte Mike Celluci
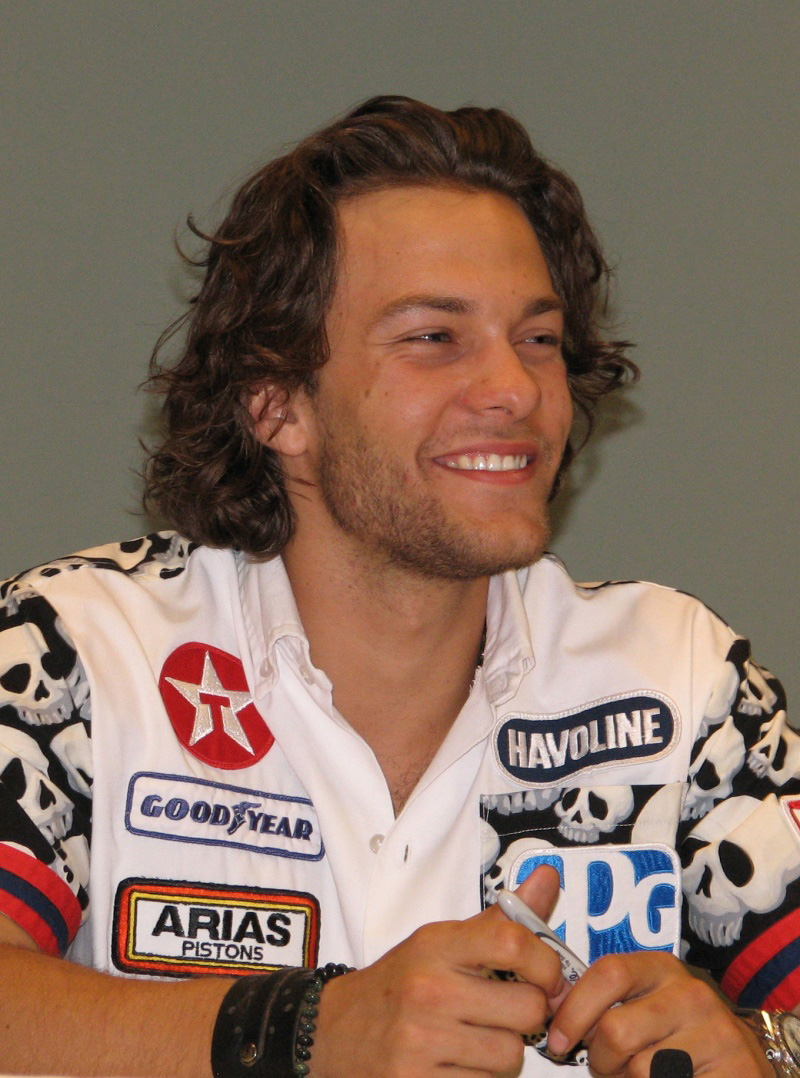
Kyle Schmid spielte Henry Fitzroy

| Rollenname    | Rolle                           | Schauspieler  | Staffel | Synchronsprecher |
| ------------- | ------------------------------- | ------------- | ------- | ---------------- |
| Vicki Nelson  | Privatdetektivin, Ex-Polizistin | Christina Cox | 1–2     | Peggy Sander     |
| Mike Celluci  | Polizist, Vickis alter Partner  | Dylan Neal    | 1–2     | Tobias Kluckert  |
| Henry Fitzroy | Vampir, Comiczeichner           | Kyle Schmid   | 1–2     | Daniel Fehlow    |
| Coreen Fennel | Vickis Sekretärin, Studentin    | Gina Holden   | 1–2     | Tanya Kahana     |

### Nebenfiguren
| Rollenname           | Rolle                                 | Schauspieler   | Staffel | Synchronsprecher         |
| -------------------- | ------------------------------------- | -------------- | ------- | ------------------------ |
| Kate Lam             | Polizistin, Kollegin von Mike Celluci | Françoise Yip  | 1–2     | Julia Ziffer             |
| Dr. Rajani Mohadevan | Pathologin                            | Nimet Kanji    | 1–2     | Claudia Urbschat-Mingues |
| Dave Graham          | Polizist, Mikes (neuer) Partner       | Keith Dallas   | 1–2     | Tilo Schmitz             |
| Crowley              | Vorgesetzte von Mike Celluci          | Eileen Pedde   | 1–2     | Liane Rudolph            |
| Dr. Betty Sagara     | Dozentin, Okkultismus-Expertin        | Linda Sorenson | 1       |                          |